# Hexatoma albiprivata
Hexatoma albiprivata är en tvåvingeart som först beskrevs av Edwards 1932.  Hexatoma albiprivata ingår i släktet Hexatoma och familjen småharkrankar. Inga underarter finns listade i Catalogue of Life.